# Paje (Zanzibar)
Paje è un villaggio situato sulla costa orientale di Unguja, l'isola principale dell'arcipelago di Zanzibar, in Tanzania. Si trova fra i villaggi di Bwejuu (a nord) e Jambiani (a sud).

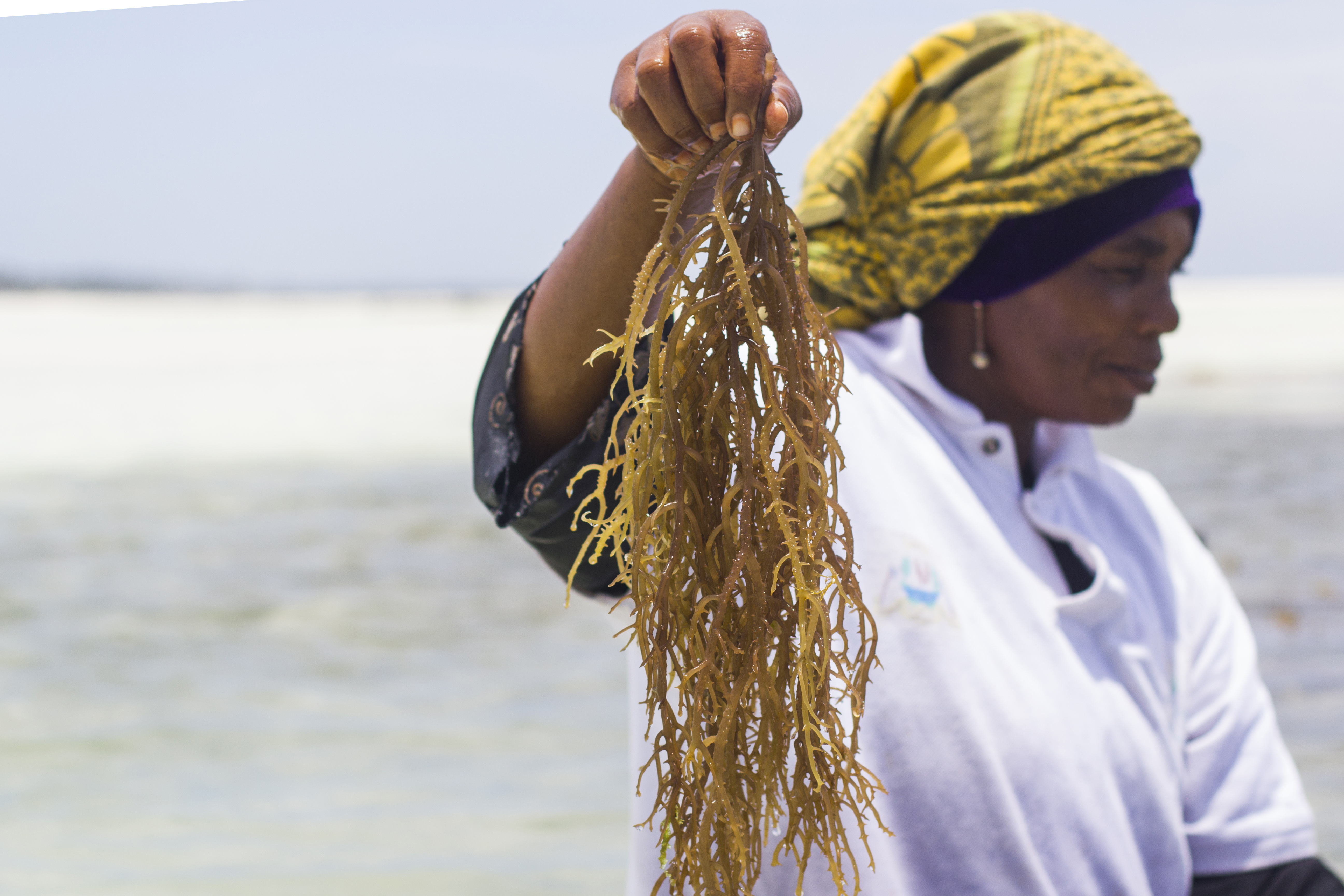
Raccoglitrice di alghe rosse a Paje

La popolazione locale vive principalmente di pesca, attività tradizionale a cui si sono aggiunte in tempi recenti la coltivazione di alghe rosse (Eucheuma spp.) e il turismo. La spiaggia di Paje (Paje Beach), pur essendo meno frequentata di quella adiacente di Jambiani, ospita oggi diverse strutture ricettive.
Dal 2019 infatti, Paje ha avuto un'esplosione dal punto di vista turistico che l'ha fatta diventare l'hub per il sud est di Zanzibar visto che offre molti hotel, ristoranti e bar spesso di nuova apertura. Un altro aspetto che contribuisce alla crescita del paese, è il kitesurfing, visto il forte vento che spesso soffia sulla spiaggia tutto l'anno con la conseguente apertura di molte scuole. Un'altra caratteristica del posto è la marea, con grandi cambiamenti anche nello stesso giorno sulla spaggia che è sempre meglio controllare anticipatamente.